# 세종 미디어프라자
세종 미디어프라자(영어: Sejong Media Plaza)는 세종특별자치시 어진동에 위치한 상업시설이다.

## 위치
- 세종특별자치시 1-5 생활권 C39-3

## 같이 보기
- 세종특별자치시의 상업시설 목록